# Тудовляни

Тудовлянка у традиційному вбранні (за Грінковою Н. П.)

Тудовля́ни (біл. тудаўля́не, tudaŭlánie) — етнографічна група білорусів на заході колишнього Ржевського повіту Тверської губернії (за іншою версією, залишки окремого корінного слов'янського етносу цих країв).
У більш вузькому сенсі тудовлянами називають мешканців колишніх волостей Старий Туд, Молодий Туд і Туд-Скаваратинь по обидві сторони річки Туд, правої притоки Волги.
У широкому сенсі назва «тудовляни» вживалась етнографами XIX століття для позначення всього білоруськомовного населення Верхньої Волги.
В VII — IX століттях цей регіон, відомий за «Повістю минулих літ» як Оківський ліс, був заселений смоленськими кривичами, в XIII — XIV століття входив до складу Торопецького і Ржевського князівств. З першої третини XIV століття тут проходила межа Великого князівства Литовського з Московським і Тверським князівствами, було збудовано «гради литовстии: Селук, Осенеч, Горишин, Рясна, Сіжка, Туд», які часто переходили з рук в руки.
Тудовляни остаточно залишилися за межами Великого князівства Литовського після уточнення кордону згідно з Поляновським миром 1634 року, але з причини відносної ізольованості краю (лісистість становила 3/4 території) довгий час зберігали виразні білоруські риси: мову, обряди («бабина каша» та інші), ігри («коралі», «просо»). Також вони відрізнялися від сусіднього російського населення характерним верхнім одягом з білого домотканого полотна, звідки і походило прізвисько «белокафтанщина». Вживалися й інші прізвиська — «Польща», «шапляки́» (оскільки білоруські звуки «дз», «ц», м'який «с» здавались російському населенню шепелявими). В тудовлян не існувало якоїсь самоназви, хоча вони і усвідомлювали свою відмінність від власне росіян.
В 1903 році тудовлян досліджував відомий білоруський етнограф Юхим Карський (Яўхім Карскі), який визначив їх кількість в 45 тисяч осіб. У 1925-26 роках вони детально вивчалися Н. Грінковою.
В XX столітті відмінності між тудовлянами та місцевим російським населенням практично стерлися, хоча окремі мовні та інші риси, властиві білорусам, відзначалися ржевськими краєзнавцем І. Вишняковим ще в середині 1960-х років.

## Тудавлянське відродження
У грудні 2016 році активіст за відродження тудовлян Олександр Цехановскій (Москва) опублікував петицію за визнання тудовлянськой етнографічної групи білорусами за національністю. Петиція опублікована на сайті change.org.